# The Plant
The Plant est un roman inachevé écrit en 2000 par Stephen King et publié sous la forme de livre numérique. Raconté sous une forme épistolaire, il relate les conséquences de la présence d'une plante carnivore tyrannique au sein d'une maison d'édition.

## Résumé
Carlos Detweiller envoie à Zenith House, maison d'édition en grande difficulté financière, un manuscrit intitulé True Tales of Demon Infestations. Le manuscrit est rejeté et Detweiller leur envoie alors une plante carnivore. Riddley Walker, employé du courrier de Zenith House, s'occupe de la plante. La maison d'édition connaît subitement un regain de fortune inespéré mais ce succès a un prix.

## Contexte de l'écriture
Les trois premiers chapitres de The Plant ont été écrits en 1982, 1983 et 1985. Tirés à 200 exemplaires signés par Philtrum Press, petite maison d'édition créée par Stephen King, ils ont été distribués par l'écrivain à ses relations pour Noël avant qu'il n'abandonne l'histoire après avoir réalisé qu'elle se rapprochait trop de La Petite Boutique des horreurs.
En 2000, King décide de mettre à jour son œuvre en proposant de télécharger le premier chapitre directement sur son site web et de payer 1 $ de façon optionnelle, l'écrivain s'engageant à continuer tant qu'un nombre suffisant de lecteurs acceptent de payer. Entre juillet et décembre 2000, King remanie puis écrit six chapitres du récit au rythme d'un par mois. Le transfert par épisode finit néanmoins par un échec, à la suite de la baisse des téléchargements payants sur le site, et l'écrivain abandonne le projet. Ils sont désormais disponibles gratuitement, sous format PDF, sur le site de l'écrivain.

## Adaptations
En janvier 2020, les sociétés de production The Mediapro Studio et Wild Sheep Content annoncent qu'une adaptation en français par Alexandre Aja est en projet.